# 異盲蛇屬
異盲蛇屬（学名：Xenotyphlops）是科的一属。

## 下属物种
本属包括以下物种：
- 马达加斯加盲蛇 Xenotyphlops grandidieri (Mocquard, 1905)
- 莫夸德马达加斯加盲蛇 Xenotyphlops mocquardi